# Galba
Servio Sulpicio Galba (en latín: Servius Sulpicius Galba; Terracina, 24 de diciembre de 6, 5 o 3 a. C.-Roma, 15 de enero de 69), más conocido en la historiografía romana como Galba, fue un emperador romano que gobernó desde el 9 de junio de 68 hasta el 15 de enero de 69.
Servio Sulpicio procedía de una familia patricia noble y rica. Fue el último emperador romano que perteneció a la antigua aristocracia republicana. Bajo los Julio Claudios hizo carrera como militar y político. Bajo Tiberio Galba fue legado de Aquitania desde 31 hasta 32 y cónsul en el 33; bajo Calígula fue legado de Germania Superior desde 39 hasta 41; y bajo Claudio participó en la conquista de Britania en el 43 y gobernó la provincia de África con el rango de procónsul desde 45 hasta 47. Después estuvo mucho tiempo en reposo, hasta que en el año 60 o 61 el emperador Nerón lo nombró gobernador de Hispania Tarraconense.
En el año 68, Cayo Julio Víndex se sublevó en Galia Lugdunense y ofreció una alianza y el poder imperial a Galba, quien, tras alguna duda, aceptó. Víndex murió pronto, pero otros gobernadores también se rebelaron contra Nerón. Finalmente, el Senado reconoció oficialmente a Galba como emperador y Nerón optó por suicidarse. Unos meses más tarde, Servio Sulpicio entró en Roma, pero para entonces ya había empezado a ser impopular a los ojos de la población de la capital, de la Guardia Pretoriana y de los soldados de los ejércitos provinciales. Esto fue causado por las represalias adoptadas contra algunos dignatarios y comandantes militares prominentes, por el debilitamiento general del gobierno central así como por el descontento de los soldados respecto a su «avaricia». En la Germania Inferior, el gobernador Aulo Vitelio se rebeló, apoyado por varias provincias occidentales. Finalmente, Galba adoptó a Lucio Calpurnio Pisón Frugi Liciniano, un joven noble sin influencia. Uno de sus compinches, Marco Salvio Otón, organizó un motín junto a la Guardia Pretoriana y se hizo con el poder. Servio Sulpicio fue asesinado en el Foro Romano tras sólo siete meses en el poder.

### Carrera

Frontera romanogermana en el año 70.

### Ascenso al poder

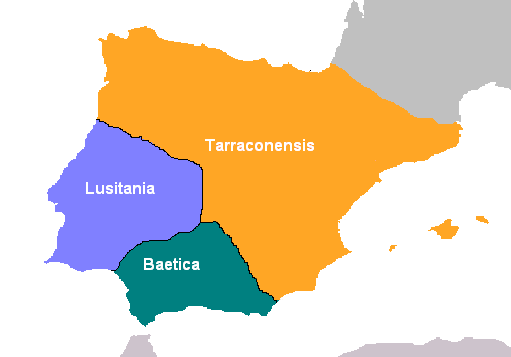
Hispania tras la reforma de Augusto en el 27 a. C.

### Camino a Roma

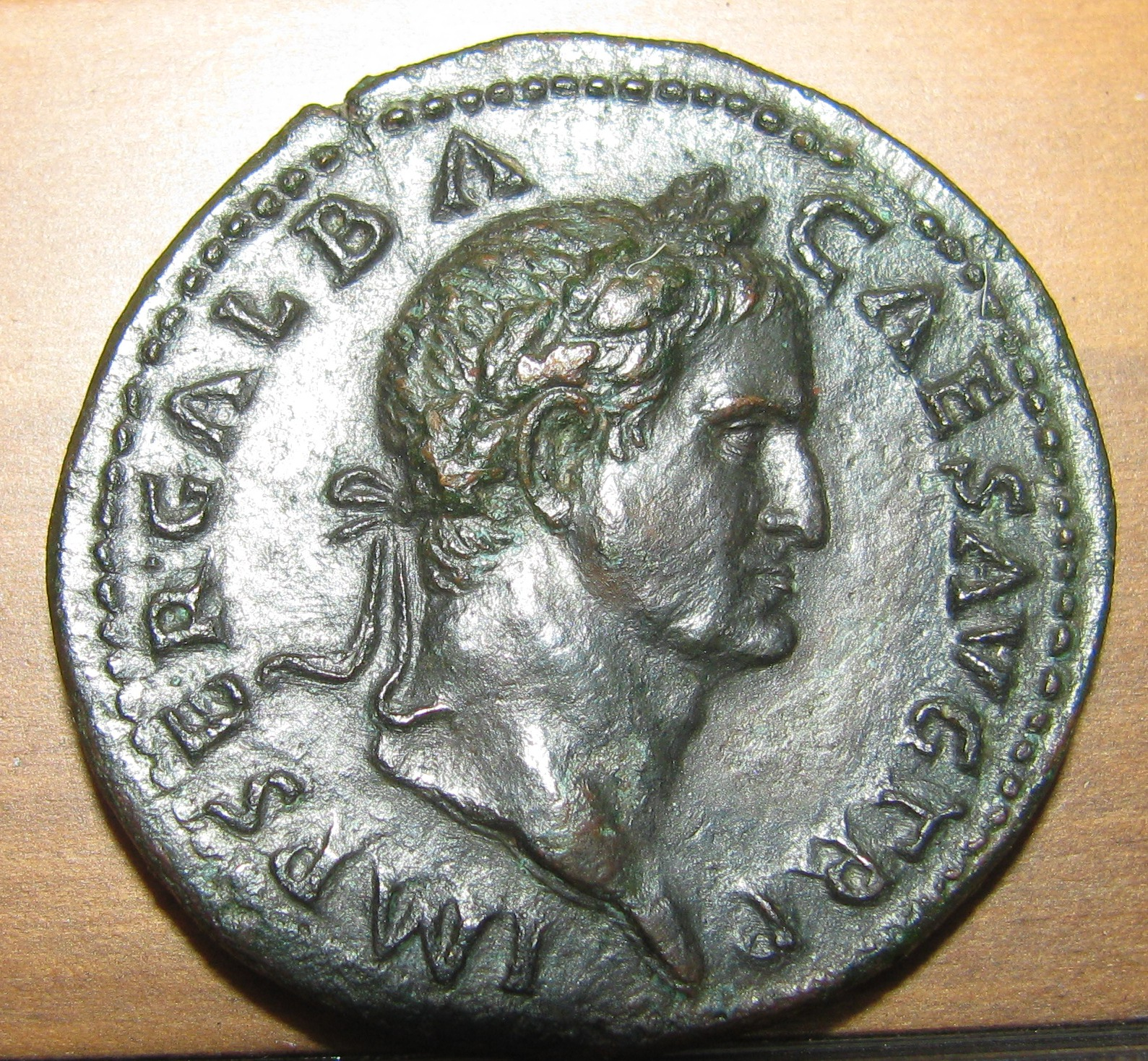
Efigie de Galba en una moneda, Museo de Bellas Artes de Lyon.